# Ciudad de las TIC
La Ciudad de las TIC (en gallego y oficialmente Cidade das TIC), es un parque tecnológico en la ciudad de La Coruña, Galicia (España), actualmente en construcción. La sigla TIC corresponde a Tecnologías de la Información y Comunicación.
Se ubica en el barrio de Pedralonga, en los terrenos en la antigua Fábrica de Armas Santa Bárbara, propiedad del Ministerio de Defensa, el cual cede los terrenos (127.000 metros cuadrados ampliables) a la Universidad de La Coruña. La universidad actúa como entidad para lanzar el proyecto, en una fase posterior esta prevista que se constituya una sociedad específica para llevar la gestión.

## Instalaciones
La Ciudad de las TIC estará inicialmente formada por los siguientes edificios y naves:
- Edificio administrativo, usado anteriormente como edificio de dirección de la Fábrica de Armas
- Centro de investigación e innovación, único edificio nuevo
- 5 naves destinadas al sector empresarial
- Centro de Fabricación Avanzada, que aprovechará la tecnología de que disponía la Fábrica de Armas
- Centro de Demostración 4.0
- 3 naves más pequeñas para coworking, vivero y aceleradora empresarial
- Edificio de servicios y ocio (comedor, cafetería, gimnasio, etc)
- Área deportiva
- Escuela infantil

## Historia

### Origen de las instalaciones
La fábrica de armas comenzó su construcción en 1947 y fue inaugurada en 1958, aunque las instalaciones ya empezaron a ser utilizadas en 1950, para albergar a la compañía Nacional Santa Bárbara, donde se fabricaron armas como el fusil Mauser Coruña, el CETME 7.62, el CETME 5.56, la ametralladora Ameli 5.56 o el fusil de asalto alemán HK G36E. En el año 2001 Santa Bárbara Sistemas se unió a la multinacional General Dynamics, pero la factoría coruñesa siguió a cargo del Ministerio de Defensa.
En el año 2000 el estado vendió a la multinacional estadounidense General Dynamics la fábrica de armas coruñesa, que desde hacía años sufría un declive por la caída de los encargos de material por parte del Ministerio de Defensa. La multinacional acabó despidiendo a toda su plantilla y cerrando la factoría en el año 2013.
Al año 2014, el Ministerio de Defensa adjudicó mediante concurso las instalaciones en concesión a Hércules de Armamento. Pese a ser una de las condiciones de la cesión la actividad de la fábrica fue prácticamente inexistente y finalmente el ministerio rescindió la concesión debido al impago del canon fijado por la cesión de los terrenos, 250.000 euros anuales, del año 2015 en adelante.

### Lanzamiento del proyecto
La Universidad de La Coruña, siendo Rector Julio Abalde Alonso, comenzó a trabajar en el proyecto de la Ciudad de las TIC en el año 2016 pero su primer impulso público se produjo en el año 2018.
En enero de 2019 el Ministerio de Defensa, propietario de la superficie, dio el visto bueno al proyecto en una reunión con UDC y el Ayuntamiento de La Coruña concertada por el diputado socialista Ricardo García Mira, que llevaba manteniendo contactos con el ministerio desde agosto junto a los portavoces del antiguo comité de la fábrica para abrir camino al plan. Desde ese momento el Ministerio de Defensa, la Universidad de La Coruña y el Ayuntamiento de La Coruña forman una comisión de trabajo para definir la cesión de los terrenos de la fábrica de armas y el consorcio que los gestionará.
En agosto de 2019 el Ministerio de Defensa ordenó a la empresa Hércules de Armamento desalojar la fábrica. Posteriormente el ministerio dio hasta dos ultimátum para abandonar de forma voluntaria las instalaciones a Hércules de Armamento, uno fijado para el 23 de mayo de 2019 y otro el 22 de agosto de 2019, aunque la empresa recurrió ambos. En octubre del mismo año el juzgado emitió una orden de desalojo forzoso a la empresa, orden que fue primero rechazada y luego recurrida por la firma.
El proceso de desalojo se atascó después de que la Delegación del Gobierno solicitase mayores garantías judiciales, aunque Defensa ya había tramitado el abandono a la fuerza de la empresa para acelerar la nueva concesión de los terrenos. Finalmente el 11 de febrero de 2020 se produjo el desalojo de la fábrica.
Tras el desalojo se firmó la cesión de los terrenos por un periodo de 25 años, prorrogables otros 25, con un canon de 262.000 euros anuales y opción de compra desde el quinto año. Durante los primeros 4 años podrán deducirse de la renta las inversiones realizadas en los terrenos. En la cesión se incluyen 127.000 metros cuadrados con posibilidad de solicitar 135.000 adicionales. El 27 de febrero de 2020 se hizo efectiva cesión de los terrenos a la Universidad de La Coruña. El ayuntamiento también podrá usar parte del suelo, en concreto una esquina junto a la avenida Alfonso Molina donde hay instalaciones deportivas.

### Puesta en marcha del parque
La universidad espera que en el año 2021 esté operativo el Centro de Formación Avanzada y que el parque empresarial eche a andar en 2022. En el año 2023, se comenzarán a funcionar los servicios generales de apoyo empresarial y comunitarios y en el 2024 el Centro de formación especializada y centro de I+D. La mayor parte de la inversión corrará a cargo de la Junta de Galicia, a través del IGAPE. El presupuesto gallego del año 2020 refleja un gasto de 26,7 millones de euros que deberá repartirse entre los próximos años, superando la previsión inicial de 19 millones de euros.